# Tamukeyama Hachiman-gū
 (septembre 2023).
Si vous disposez d'ouvrages ou d'articles de référence ou si vous connaissez des sites web de qualité traitant du thème abordé ici, merci de compléter l'article en donnant les références utiles à sa vérifiabilité et en les liant à la section « Notes et références ».
Le sanctuaire de Tamukeyama Hachiman (手向山八幡宮, Tamukeyama Hachimangū) est un sanctuaire Shinto proche du temple Tōdai-ji, ainsi que de la ville et préfecture de Nara, du Japon. C'est un temple d'Hachiman, dédié au kami Hachiman construit en 749. Parmi les Kamis consacrés ici, nous comptons L'empereur Ojin, L'empereur Nintoku, L'impératrice Jingū et L'empereur Chūai ainsi que le Kami de la guerre shinto Hachiman.